# Олкотт (Нью-Йорк)
Олкотт (англ. Olcott) — переписна місцевість (CDP) в США, в окрузі Ніагара штату Нью-Йорк. Населення — 1072 особи (2020).

## Географія
Олкотт розташований за координатами 43°19′50″ пн. ш. 78°42′17″ зх. д. / 43.33056° пн. ш. 78.70472° зх. д. (43.330670, -78.704768).  За даними Бюро перепису населення США в 2010 році переписна місцевість мала площу 13,70 км², з яких 11,78 км² — суходіл та 1,93 км² — водойми.

## Демографія
Згідно з переписом 2010 року, у переписній місцевості мешкала 1241 особа в 546 домогосподарствах у складі 345 родин. Густота населення становила 91 особа/км².  Було 699 помешкань (51/км²).
Расовий склад населення:
| - 96,9 % — білих - 0,4 % — чорних або афроамериканців - 0,3 % — корінних американців - 0,3 % — азіатів |

До двох чи більше рас належало 1,7 %. Частка іспаномовних становила 2,3 % від усіх жителів.
За віковим діапазоном населення розподілялося таким чином: 20,3 % — особи молодші 18 років, 59,2 % — особи у віці 18—64 років, 20,5 % — особи у віці 65 років та старші. Медіана віку мешканця становила 45,8 року. На 100 осіб жіночої статі у переписній місцевості припадало 100,2 чоловіків;  на 100 жінок у віці від 18 років та старших — 94,3 чоловіків також старших 18 років.
Середній дохід на одне домашнє господарство  становив 58 888 доларів США (медіана — 57 775), а середній дохід на одну сім'ю — 68 168 доларів (медіана — 72 539). За межею бідності перебувало 16,9 % осіб, у тому числі 18,1 % дітей у віці до 18 років та 20,7 % осіб у віці 65 років та старших.
Цивільне працевлаштоване населення становило 485 осіб. Основні галузі зайнятості: освіта, охорона здоров'я та соціальна допомога — 33,0 %, будівництво — 15,9 %, науковці, спеціалісти, менеджери — 10,9 %, мистецтво, розваги та відпочинок — 8,9 %.